# Анкаш (Португалія)
А́нкаш (порт. Ancas; МФА: [ˈɐ̃.kɐʃ]) — колишня парафія в Португалії, в муніципалітеті Анадія. Перебувала у складі округу Авейру.  Входила до регіону Центр. За старим адміністративним поділом, що був чинним до 1976 року, територія парафії належала провінції Берегова Бейра.  Ліквідована 28 січня 2013 року. Увійшла до складу парафії Аморейра-да-Гандара, Паредеш-ду-Байрру і Анкаш. Площа парафії — 6,34 км², населення — 624 ос. (2011), густота населення — 98,42 осіб/км²
. Патрон — Діва Марія. Поштовий індекс — 3780. Код  — 010302.

## Географія

Анадія (2013)
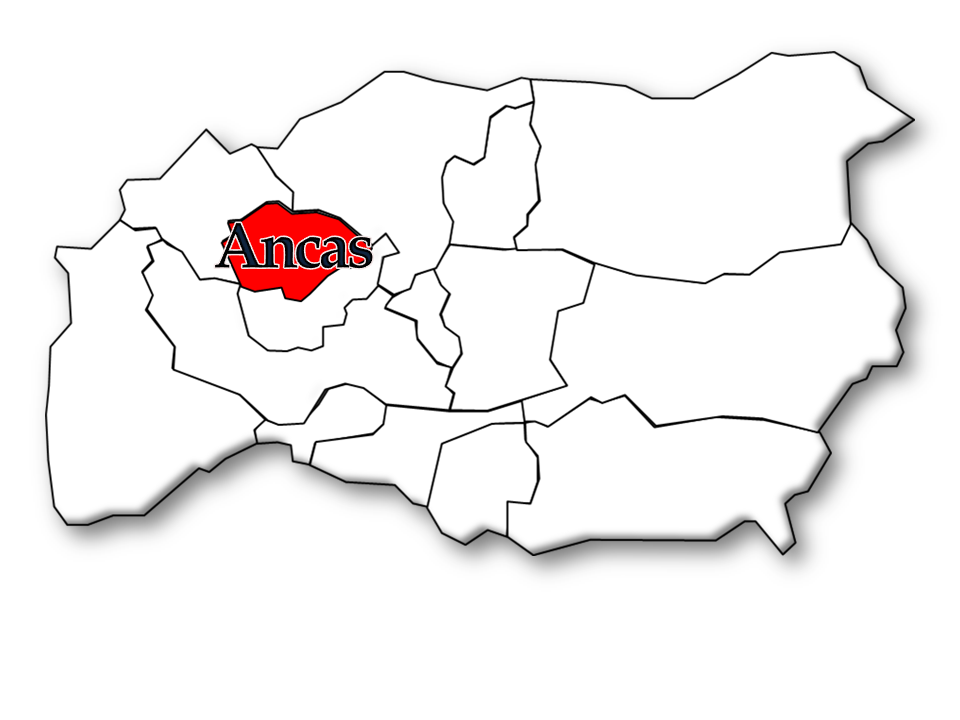
Анкаш

## Населення
| Кількість мешканців | Кількість мешканців | Кількість мешканців | Кількість мешканців | Кількість мешканців | Кількість мешканців | Кількість мешканців | Кількість мешканців | Кількість мешканців | Кількість мешканців | Кількість мешканців | Кількість мешканців | Кількість мешканців | Кількість мешканців | Кількість мешканців |
| ------------------- | ------------------- | ------------------- | ------------------- | ------------------- | ------------------- | ------------------- | ------------------- | ------------------- | ------------------- | ------------------- | ------------------- | ------------------- | ------------------- | ------------------- |
| 1864                | 1878                | 1890                | 1900                | 1911                | 1920                | 1930                | 1940                | 1950                | 1960                | 1970                | 1981                | 1991                | 2001                | 2011                |
| 338                 | 432                 | 517                 | 481                 | 582                 | 576                 | 628                 | 720                 | 807                 | 721                 | 717                 | 804                 | 756                 | 757                 | 624                 |